# 馬見伯
馬見伯（？—1720年），字衡聞，甘肅寧夏人（今宁夏银川人），清朝軍事將領。馬世龍曾孫，有兄弟馬会伯、馬際伯、馬覿伯。

## 生平
马家是宁夏府（今银川）武将世家，马会伯的曾祖父马世龙是明朝崇祯年间武将，为崇祯年间明朝兵部尚书孙承宗的得力助手，曾任山海关总兵和九边之一的宁夏总兵，多次和后金以及蒙古军队交战，赐尚方宝剑，累升太子少保衔，死后追赠太子太傅。马会伯的兄弟也都从军行务，康熙、雍正两朝，马家四兄弟一门三进士、四总兵。
馬見伯於康熙三十年（1691年）登武進士。後曾任直隸正定協標右營守備、直隸撫標中軍遊擊、雲南貴州督標中軍副將，康熙四十二年（1703年）擢升為山西太原鎮總兵。次年母喪，命在任守制。康熙西巡时，赐貂褂、蟒袍。康熙五十四年（1715年），改任直隸天津鎮總兵。康熙五十八年（1719年），擢升為陝西固原提督，署都督僉事。康熙五十九年，隨平逆將軍延信出兵進藏，任參贊大臣，屡次献计破敌。後在班师回朝途中于打箭爐病逝，賜祭葬。